# Nikita Gorbunow
Nikita Gorbunow (ur. 14 lutego 1984) – turkmeński piłkarz grający na pozycji bramkarza. Od 2018 roku jest zawodnikiem klubu Şagadam Turkmenbaszy.

## Kariera piłkarska
Swoją karierę piłkarską Gorbunow rozpoczął w klubie Nisa Aszchabad, w którym w 2004 roku zadebiutował w pierwszej lidze turkmeńskiej. W debiutanckim sezonie wywalczył wicemistrzostwo kraju. W 2007 roku grał w HTTU Aszchabad, z którym w został wicemistrzem Turkmenistanu.
W 2011 roku Gorbunow przeszedł do Balkanu Balkanabat. W 2011 roku został mistrzem kraju, a w 2012 sięgnął z nim po dublet - mistrzostwo i Puchar Turkmenistanu. W 2013 został wicemistrzem.
W 2015 roku Gorbunow grał w Ahal FK, a w 2016 przeszedł do Altyn Asyr Aszchabad. W 2016 roku zdobył z nim dublet (mistrzostwo i puchar), a w 2017 wywalczył mistrzostwo. W 2018 przeszedł do klubu Şagadam Turkmenbaszy.

## Kariera reprezentacyjna
W reprezentacji Turkmenistanu Gorbunow zadebiutował 11 października 2007 w wygranym 1:0 meczu eliminacji do MŚ 2010 z Kambodżą. W 2019 roku powołano go do kadry na Puchar Azji.